# Battaglia di Kuisegawa
La battaglia di Kuisegawa (杭瀬川の戦い?, Kuisegawa no tatakai), nota anche come battaglia di Kuzegawa, avvenne il giorno prima della decisiva battaglia di Sekigahara. Dette a Ishida Mitsunari un vantaggio iniziale mentre Tokugawa Ieyasu ebbe numerose perdite e fu costretto a ripiegare a Sekigahara.

## Inizio
Pochi giorni prima del 21 ottobre 1600, Ishida Mitsunari e le sue truppe erano di stanza nel castello di Ōgaki. Stavano valutando la loro situazione quando l'esercito di Tokugawa arrivò due giorni dopo ad Akasaka, a pochi chilometri dalla loro posizione. Vedendo il massiccio esercito davanti a loro, molti soldati dell'esercito occidentale iniziarono a tremare di paura.

## La battaglia
Un samurai che non aveva paura fu Shima Sakon. Volendo rialzare lo spirito degli uomini, chiese il permesso di condurre una piccola guarnigione di uomini a testare le difese del nemico. La sua richiesta fu accolta e partì con 500 uomini sul fiume Kuisegawa dividendosi da Akashi Teruzumi il quale aveva almeno 800 uomini e si nascose nella boscaglia. Sakon attaccò il generale più vicino, Nakamura Kazuhide. Attirato dai nemici Kazuhide e i suoi più stretti alleati, Arima Toyouji e Noisshiki Sukeyoshi, seguirono Sakon mentre si ritirava aldilà del fiume. Mentre lo inseguivano furono aggrediti nella boscaglia da Teruzumi e combatterono alla cieca nella foresta fino a quando Sukeyoshi non fu ucciso.
Honda Tadakatsu, avvisato degli scontri, si recò immediatamente a Kuisegawa per aiutare la ritirata dei suoi compagni. Quando arrivò ordinò ai feriti Toyouji e Kazuhide di ritirarsi mentre attaccava il campo dell'esercito occidentale per distrarre gli avversari. Mentre la lotta nel campo dell'esercito occidentale continuava, Toyouji e Kazuhide riuscirono a scappare da Kuisegawa, così anche Tadakatsu si ritirò.
Sebbene Toyouji e Kazuhide si ritirarono con successo grazie all'aiuto di Tadakatsu, l'esercito orientale subì perdite significative dalla battaglia e dovette ritirarsi dal territorio di Akasaka, mentre Sakon e Teruzumi tornarono trionfalmente da Mitsunari e il morale del loro esercito fu rialzato. Sulla base della sua esperienza sul campo, Sakon consigliò di spostare la battaglia a Sekigahara. Tokugawa Ieyasu stava guardando la battaglia da un castello in cui risiedeva e fu piuttosto colpito dall'esercito occidentale.

## Conseguenze
L'esercito occidentale fu vittorioso in questa battaglia e, grazie ad essa, il loro morale delle truppe fu sollevato e mantennero un vantaggio numerico sull'esercito orientale nella battaglia più grande che doveva ancora venire. Sebbene ci fossero state perdite da entrambe le parti, le perdite dell'esercito occidentale furono minime e l'esercito orientale perse un generale, 4 000 uomini e una parte di terreno. L'unità con il più alto numero di vittime fu quella di Sukeyoshi che perse 2 000 uomini nell'assalto e fu ucciso. Non volendo perdere il vantaggio, Mitsunari ordinò al suo esercito di circondare Ieyasu a Sekigahara, dove si sarebbe svolta la più grande battaglia nella storia del Giappone.
Oggi il castello di Ōgaki è un museo per Sekigahara ed è considerato un tesoro nazionale in Giappone.